# 塞沃雷特
塞沃雷特（法語：Serverette，法語發音：[sɛʁvəʁɛt]）是法国洛泽尔省的一个市镇，属于芒德区。

## 地理
塞沃雷特（44°42'15"N, 3°23'10"E）面积17.35 平方千米，位于法国奧克西塔尼大區洛泽尔省，该省份为法国南部内陆省份，北起上盧瓦爾省和康塔爾省，西接阿韦龙省，南至加尔省，东临阿尔代什省。
与塞沃雷特接壤的市镇（或旧市镇、城区）包括：丰唐斯、莱洛比、圣加勒、拉尚-里贝讷、欧布拉克地区佩尔。

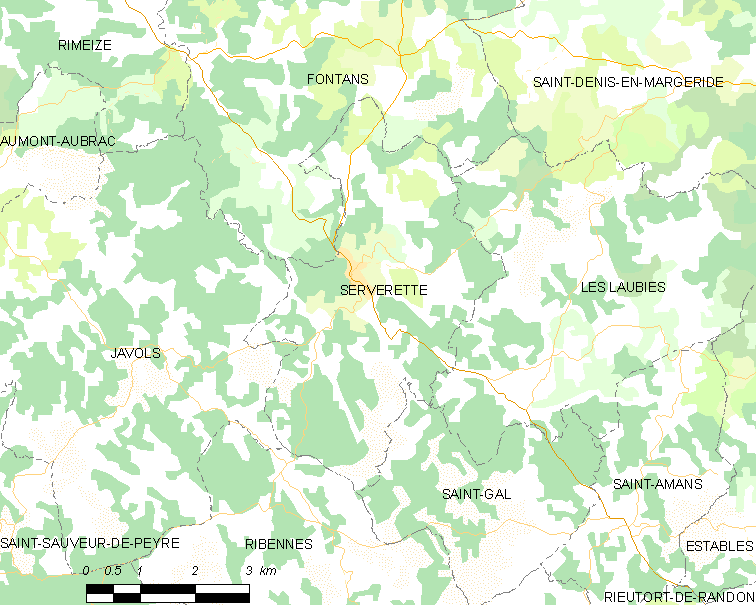
塞沃雷特的OSM定位图

塞沃雷特的时区为UTC+01:00、UTC+02:00（夏令时）。

## 行政
塞沃雷特的邮政编码为48700，INSEE市镇编码为48188。

## 政治
塞沃雷特所属的省级选区为利马尼奥勒河畔圣阿尔邦县。

## 人口

1962-2008年间塞沃雷特人口变化图示

塞沃雷特于2022年1月1日时的人口数量为249人。